# Luana Santos
Luana do Valle Lopes Gonzales Santos (São Paulo -  22 de abril de 2000) é uma lutadora brasileira de MMA e judô. Aos 23 anos de idade, ela possui um card de seis vitórias e uma derrota em sua carreira.

## Biografia
Iniciou sua carreira esportiva no judô aos oito anos de idade, em 2008, motivada pela influência de seu pai, também praticante da modalidade. Seus primeiros passos foram dados no Clube Esportivo da Penha, tendo posteriormente migrado para o Clube do Moacyr, onde conquistou a faixa preta e se destacou como campeã pan-americana e brasileira. Além disso, competiu no circuito europeu de judô.

## Carreira
Em 2017, durante uma transmissão de UFC na casa de uma amiga, manifestou interesse em ingressar nas artes marciais mistas (MMA). Um amigo do pai de sua amiga a convidou para treinar em uma academia de MMA, marcando o início de sua transição para essa modalidade. Luana Santos treinou nas diversas disciplinas do MMA, incluindo jiu-jitsu, boxe, muay thai e wrestling.
Sua estreia no MMA ocorreu em dezembro de 2018, na categoria peso-galo do amador, com uma vitória. Nos anos seguintes, obteve mais duas vitórias em 2019 e uma em 2020, todas no MMA amador. Em 2021, deu o salto para o MMA profissional, conquistando uma vitória em sua estreia na SFT.
No ano de 2022, Luana Santos decidiu competir na categoria peso-pena e, posteriormente, teve a oportunidade de lutar na Legacy Fighting Alliance (LFA) em julho, onde sofreu sua primeira derrota por decisão dos juízes. Contudo, se recuperou com sucesso, vencendo sua próxima luta contra Waleska Sousa em novembro de 2022. Em março de 2023, na LFA, triunfou sobre Bartira Rodrigues com uma finalização por guilhotina no primeiro round.

## Estreia no UFC
Luana Santos assinou um contrato de quatro lutas com o UFC e fez sua estreia na organização em 12 de agosto de 2023, durante o evento UFC Vegas 78, realizado em Las Vegas, EUA. Nessa ocasião, enfrentou a campeã do TUF, Juliana Miller, e venceu por nocaute no primeiro round. Foi sua primeira vitória por nocaute na carreira.